# Felicijan (priimek)
Felicijan je priimek v Sloveniji, ki ga je po podatkih Statističnega urada Republike Slovenije na dan 1. januarja 2010 uporabljalo 332 oseb in je med vsemi priimki po pogostosti uporabe uvrščen na 1.114. mesto.

## Znani nosilci priimka
- Anže Felicijan (pred 1620—1680~), zidarski in kamnoseški mojster (Brkini, Kras, Istra)
- Anže Felicijan ml. (1641—1718), zidarski in kamnoseški mojster iz Rodika
- Artur Felicijan, HM glasbenik (pevec, kitarist...)
- Franjo Felicijan (1913—1994), lončar, pečar, obrtnik, kulturnik, Sokol
- Gregor Felicijan (18. stoletje),  zidarski in kamnoseški mojster iz Rodika
- Irena Felicijan (1935—2004), kostumografinja, scenografinja in scenaristka
- Josip Felicijan (1916—1993), zgodovinar (izseljenec v ZDA)
- Jurij Felicijan (1652—1735), zidarski in kamnoseški mojster iz Rodika
- Justin Felicijan (*1953), hornist (rogist)